# Angel (banda)
Angel es una banda de hard rock estadounidense fundada a mediados de los años 70 en Washington D. C. por Punky Meadows y Mickie Jones.
Obtuvieron su primer contrato discográfico con Casablanca Records, lanzando un álbum debut homónimo en 1975. La característica saliente del grupo eran sus ropajes de escena completamente blancos.

## Carrera
La banda fue descubierta por el bajista de Kiss, Gene Simmons, durante un show en un club nocturno, quien les propició la entrada a Casablanca, compañía discográfica que editaba a los propios Kiss. El grupo fue una especie de contrapartida de sus compañeros de sello discográfico, Kiss, al ser sus ropas totalmente blancas y su apariencia angélica, exacto opuesto de Kiss, quienes vestían cuero negro y daban una imagen dura y obscura. La apariencia de Angel era algo andrógina, y su música, a diferencia de Kiss, era más elaborada y pulida, sumando a su hard rock arreglos vocales cristalinos y ribetes sinfónicos, aportados por los teclados de Gregg Giuffria.
Tras el primer disco, "Angel", de 1975, lanzaron "Helluva Band" y "On Earth as It Is in Heaven", en 1976 y 1977 respectivamente, adquiriendo cierto renombre, aunque el grupo nunca fue muy popular, ni siquiera en su propio país. Además del bajista Jones, el guitarrista Meadows y el tecladista Giuffria, la banda se completaba con el vocalista Frank DiMino y el baterista Barry Brandt, sin embargo Jones sería reemplazado por Felix Robinson para el siguiente álbum, "White Hot", de 1978. "White Hot" marca un leve vuelco hacia un sonido más pop y radial, en canciones como "Don't Leave Me Lonely" o el hit "Ain't Gonna Eat Out My Heart Anymore", para el cual se filmó un videoclip; el tema entró al Billboard Hot 100 en el puesto 44, máximo éxito en la historia del grupo. Un último álbum de estudio es lanzado por la banda antes de entrar en receso: "Sinful" de 1979, originalmente editado como "Bad Publicity", el cual no obtuvo el relativo éxito de "White Hot". Al comenzar la década de 1980 Angel se desactivan, no sin antes lanzar un doble LP en vivo: "Live Without a Net" (1980), siempre por Casablanca Records.
El regreso de Angel tendría lugar a fines de los años 90, con una formación sustancialmente distinta, aunque aún con el cantante Frank DiMino al frente, publicando el álbum "In the Beginning" en 1999, y un directo en 2001, "Angel: Live in Sweden".
En 2018, Meadows y DiMino giraron juntos bajo el nombre 'Punky Meadows and Frank DiMino of Angel' interpretando una selección de temas de la época clásica de Angel junto con canciones de las respectivas carreras en solitario de ambos intérpretes. Estaban respaldados por una banda que incluía a Danny Farrow a la guitarra rítmica, Charlie Calv a los teclados, Steve Ojane en el bajo y Billy Orrico a la batería.
En 2019 y con la misma formación, la banda volvió a usar el nombre de Angel y a vestir totalmente de blanco. Con este line-up lanzaron un nuevo album, "Risen". La banda volvió a editar nueva música con su album de 2023, "Once Upon a Time".

## Discografía
Estudio
- Angel (1975)
- Helluva Band (1976)
- On Earth As It Is In Heaven (1977)
- White Hot (1978)
- Sinful (1979) (originalmente Bad Publicity)
- In the Beginning (1999)
- Risen (2019)
- Once Upon a Time (2023)

En directo
- Live Without a Net (1980)
- Angel: Live in Sweden (2001)